# 1869
1869 (MDCCCLXIX) byl rok, který dle gregoriánského kalendáře započal pátkem.

## Události

### Česko
- 3. února – Na trati mezi Úvaly a Běchovicemi vykolejil vlak z Vídně do Prahy, přičemž zahynula 1 osoba a 10 jich bylo raněno.
- 12. června – Emil Škoda odkoupil plzeňskou strojírnu
- 17. srpna – v Brně zahájen provoz první koňské tramvajové linky v českých zemích.
- Založen smíchovský pivovar Staropramen
- Při vídeňské říšské radě zřízen Výbor pro zdravotnickou reformu.[1]

### Svět
- 10. května – byla dostavěna transkontinentální železniční trať napříč Amerikou
- 10. července – Při požáru švédského města Gävle přišlo o domov 8 000 obyvatel.
- 5. září – Byl položen základní kámen ke stavbě bavorského zámku Neuschwanstein.
- 17. listopadu – Suezský průplav otevřen pro dopravu
- 8. prosince – konalo se první zasedání 1. vatikánského koncilu, který katolická církev uznává jako 20. ekumenický
- objevena Panda velká

### Probíhající události
- 1868–1869 – Válka Bošin

## Vědy a umění
- 26. února – V Petrohradu proběhla světová premiéra opery ruského skladatele Césara Kjui William Ratcliff.
- 6. března – Ruský chemik Dmitrij Ivanovič Mendělejev publikoval Periodický zákon, známý dnes ve formě Periodické tabulky
- na českém území byl nalezen první diamant
- v anonymním spise Karl Maria Kertbeny poprvé zavedl pojem homosexualita
- dovoz a rozmnožení rájovce dlouhoploutvého ve Francii, počátek tropické sladkovodní akvaristiky
- Ruský spisovatel Lev Nikolajevič Tolstoj vydal román Vojna a mír

## Narození
Automatický abecedně řazený seznam viz Kategorie:Narození v roce 1869

### Česko

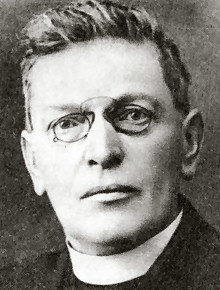
Jindřich Šimon Baar
(* 7. února)

- 1. ledna – Ema Pechová, herečka († 2. prosince 1965)
- 10. ledna – Dobroslav Krejčí, statistik († 24. července 1936)
- 11. ledna – Berta Foersterová, operní pěvkyně († 9. dubna 1936)
- 12. ledna – Kamil Hilbert, architekt († 25. června 1933)
- 13. ledna – Rudolf Kuchynka, historik umění († 27. června 1925)
- 14. ledna – Adolf Procházka, právník a politik († 19. května 1931)
- 15. ledna – Rudolf Jaroš, politik († 7. dubna 1935)
- 16. ledna – Antonín Gottwald, učitel, sběratel a amatérský archeolog († 9. srpna 1941)
- 18. ledna – Jaroslav Dlouhý, kněz a spisovatel († 26. července 1929)
- 19. ledna
  - Antonín Heveroch, psychiatr a neurolog († 2. března 1927)
  - František Pavel, kladenský starosta († 11. června 1939)
- 21. ledna
  - Emil Martinec, organizátor celní služby († 30. listopadu 1945)
  - Rudolf Zamrzla, dirigent a skladatel († 4. února 1930)
- 27. ledna – Václav Štolba, politik († 25. února 1938)
- 1. února – Inocenc Ladislav Červinka, archeolog a sběratel († 3. října 1952)
- 2. února – Josef Štemberka, lidický kněz († 10. června 1942)
- 7. února – Jindřich Šimon Baar, kněz, básník a spisovatel († 24. října 1925)
- 10. února – Franz Zeischka, dirigent († 13. září 1909)
- 16. února – Julius Tandler, rakouský lékař, politik a sociální reformátor moravského původu († 25. srpna 1936)
- 17. února – Alois Špera, politik († 23. ledna 1934)
- 20. února – Rudolf Jedlička, lékař a mecenáš († 26. října 1926)
- 27. února – Alois Kotyza, sedmý opat benediktinského kláštera v Rajhradě († 21. července 1947)
- 2. března – Bedřich Kočí, nakladatel a knihkupec († 17. ledna 1955)
- 3. března – Josef Pastyřík, politik († 6. dubna 1954)
- 8. března – Josef F. Khun, učitel, spisovatel a překladatel († 17. prosince 1928)
- 12. března
  - Ján Duchaj, politik († 2. dubna 1954)
  - František Tomášek, politik († 5. října 1938)
  - Josef Záruba-Pfeffermann, architekt a politik († 24. května 1938)
- 15. března – Josef Schinzel, světící biskup olomoucké diecéze († 28. července 1944)
- 26. března – Josef Slabý, děkan teologické fakulty v Olomouci († 29. prosince 1930)
- 30. března
  - Aleš Hrdlička, antropolog († 5. září 1943)
  - Josef Omáčka, varhaník a hudební skladatel († 20. října 1939)
- 1. dubna – Dominik Leibl, politik († 21. prosince 1947)
- 8. dubna – Jan Bohuslav Kraicz, lékař a politik († 29. dubna 1929)
- 13. dubna – Jan Stavěl, světící biskup olomoucké diecéze († 6. listopadu 1938)
- 18. dubna – Mořic Pícha, 22. biskup královéhradecký († 13. listopadu 1956)
- 20. dubna
  - František Vydra, průmyslník († 29. září 1921)
  - Vojtěch Čipera, politik († 2. února 1927)
- 26. dubna – Arnošt Hofbauer, malíř a grafik († 11. ledna 1944)
- 7. května – Václav Donát, politik († 1954)
- 9. května – Ján Dobránsky, politik († 20. února 1950)
- 14. května – Vladimír Šamberk, herec a malíř († 1930)
- 21. května – Franz Matzner, československý politik německé národnosti († 11. února 1943)
- 28. května
  - Vilém Goppold von Lobsdorf, šermíř, olympijský medailista († 12. června 1943)
  - Vilém Koleš, publicista, spisovatel a historik († 2. srpna 1944)
- 1. června – Franz Stein, rakouský a český novinář, dělnický nacionální aktivista a politik († 17. července 1943)
- 12. června
  - Alois Lang, kněz, básník a esejista († 6. května 1957)
  - Antonín Slavík, politik († 22. července 1948)
- 14. června – Bohumil Pták, operní pěvec († 4. února 1933)
- 18. června – Josef Redlich, poslední ministr financí Předlitavska († 11. listopadu 1936)
- 24. června – Jan Pauly, kněz, znalec církevního práva († 20. prosince 1944)
- 29. června – Josef Rössler-Ořovský, sportovec a sportovní organizátor († 17. ledna 1933)
- 1. července
  - Franz Jesser, československý politik německé národnosti († 16. března 1954)
  - Adéla Srnová, tanečnice († 2. ledna 1935)
- 13. července – Franz Link, československý politik německé národnosti († 2. září 1937)
- 20. července – František Chaloupka, politik († 1951)
- 26. července – Karel Hugo Kepka, architekt († 30. června 1924)
- 28. července
  - Jaroslav Brabec, politik († 29. ledna 1930)
  - August Naegle, československý politik německé národnosti († 12. října 1932)
- 2. srpna – Josef Grus, kreslíř, propagátor turistiky († 8. února 1938)
- 5. srpna – František Jiří Mach, hudební pedagog a skladatel († 10. prosince 1952)
- 6. srpna – Jaromír Borecký, básník, překladatel, ředitel dnešní Národní knihovny v Praze († 8. května 1951)
- 8. srpna – Václav Rebš, politik († 22. ledna 1928)
- 10. srpna – Alois Velich, fyziolog, patolog a politik († 13. května 1952)
- 15. srpna – Ľudovít Okánik, římskokatolický kněz a politik († 21. března 1944)
- 16. srpna – Marie Laudová, herečka († 20. října 1931)
- 23. srpna – Jan Rous, národopisný pracovník a kronikář († 19. ledna 1950)
- 30. srpna – Otakar Nekvasil, stavební podnikatel a politik († 23. prosince 1933)
- 2. září – Růžena Maturová, česká operní pěvkyně, sopranistka († 25. února 1938)
- 5. září
  - Václav Bouček, politik († 10. dubna 1940)
  - Václav Novotný, historik († 14. července 1932)
- 25. září – Ferdinand Stibor, biskup církve československé husitské († 12. října 1956)
- 11. října – Jaroslav Špillar, malíř († 20. listopadu 1917)
- 25. října
  - Josef Janko, germanista († 19. června 1947)
  - Jan May, lékař, starosta města Mariánské Hory († 1931)
- 30. října – Anton Jarolim, československý odborový předák a politik německé národnosti († 11. dubna 1933)
- 10. listopadu – Wilhelm Elsner, operní pěvec († 26. srpna 1903)
- 11. listopadu – Karel Hron, funkcionář Sokola († 4. července 1894)
- 15. listopadu – Arnošt Procházka, literární a výtvarný kritik a překladatel († 16. ledna 1925)
- 2. prosince – František Zíka, politik († 6. prosince 1931)
- 8. prosince – Marie Gebauerová, spisovatelka († 7. ledna 1928)
- 9. prosince – Matej Metod Bella, politik († 25. listopadu 1946)
- 13. prosince – Hynek Bulín, právník, politik, spisovatel a žurnalista († 18. května 1950)
- 14. prosince – Ignác Stuchlý, první provinciál české salesiánské provincie († 17. ledna 1953)
- 23. prosince – Adolf Šelbický, generální vikář litoměřické diecéze († 17. ledna 1959)
- 27. prosince – František Pečinka, malíř a básník († 14. května 1917)
- 28. prosince – Karel Scheinpflug, novinář a spisovatel († 5. května 1948)
- 30. prosince – Josef Václav Krejča, novinář, prozaik, básník, dramatik a překladatel († 16. října 1899)

### Svět

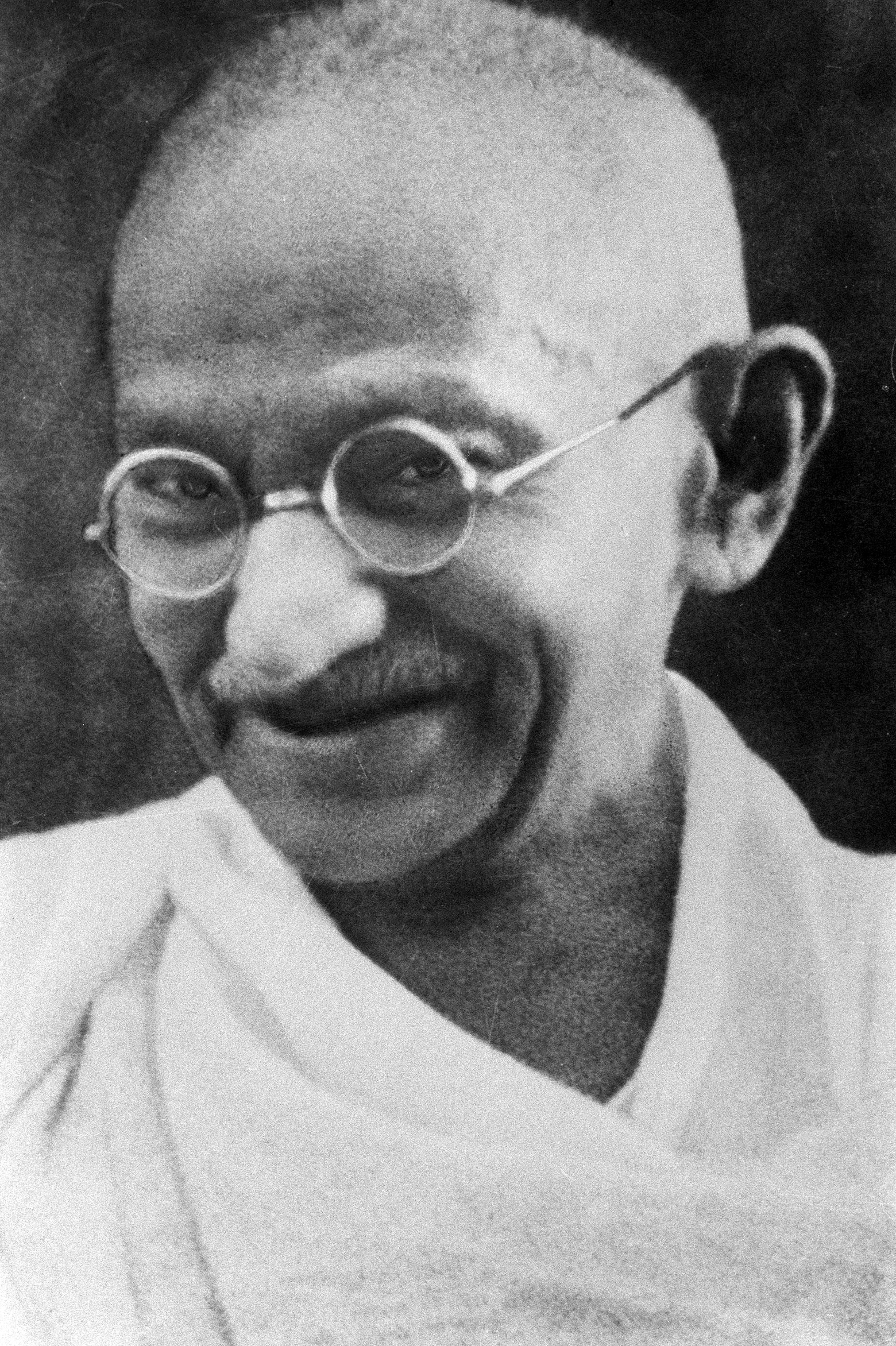
Mahátma Gándhí
(* 2. října)

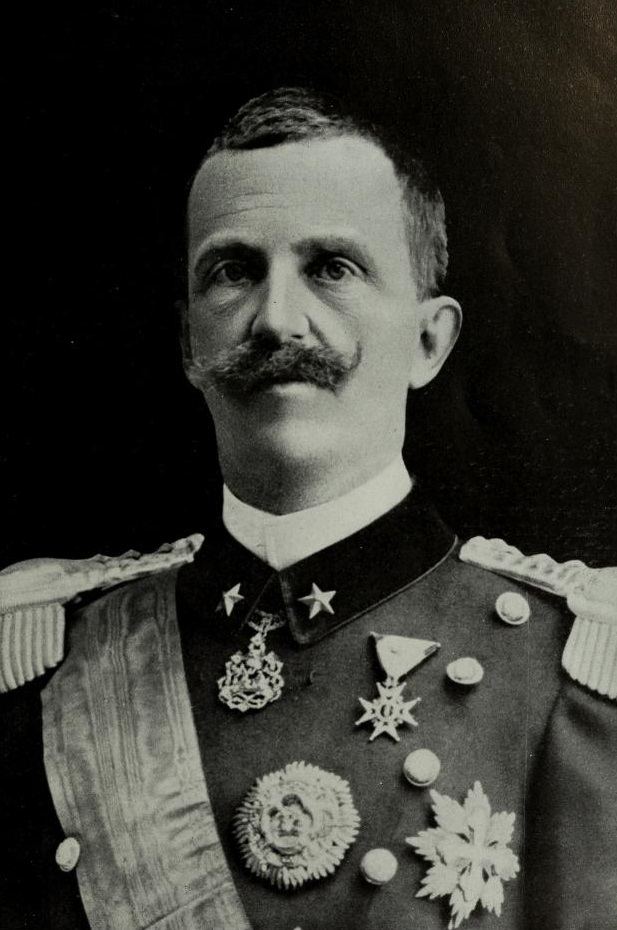
Viktor Emanuel III.
(* 11. listopadu)

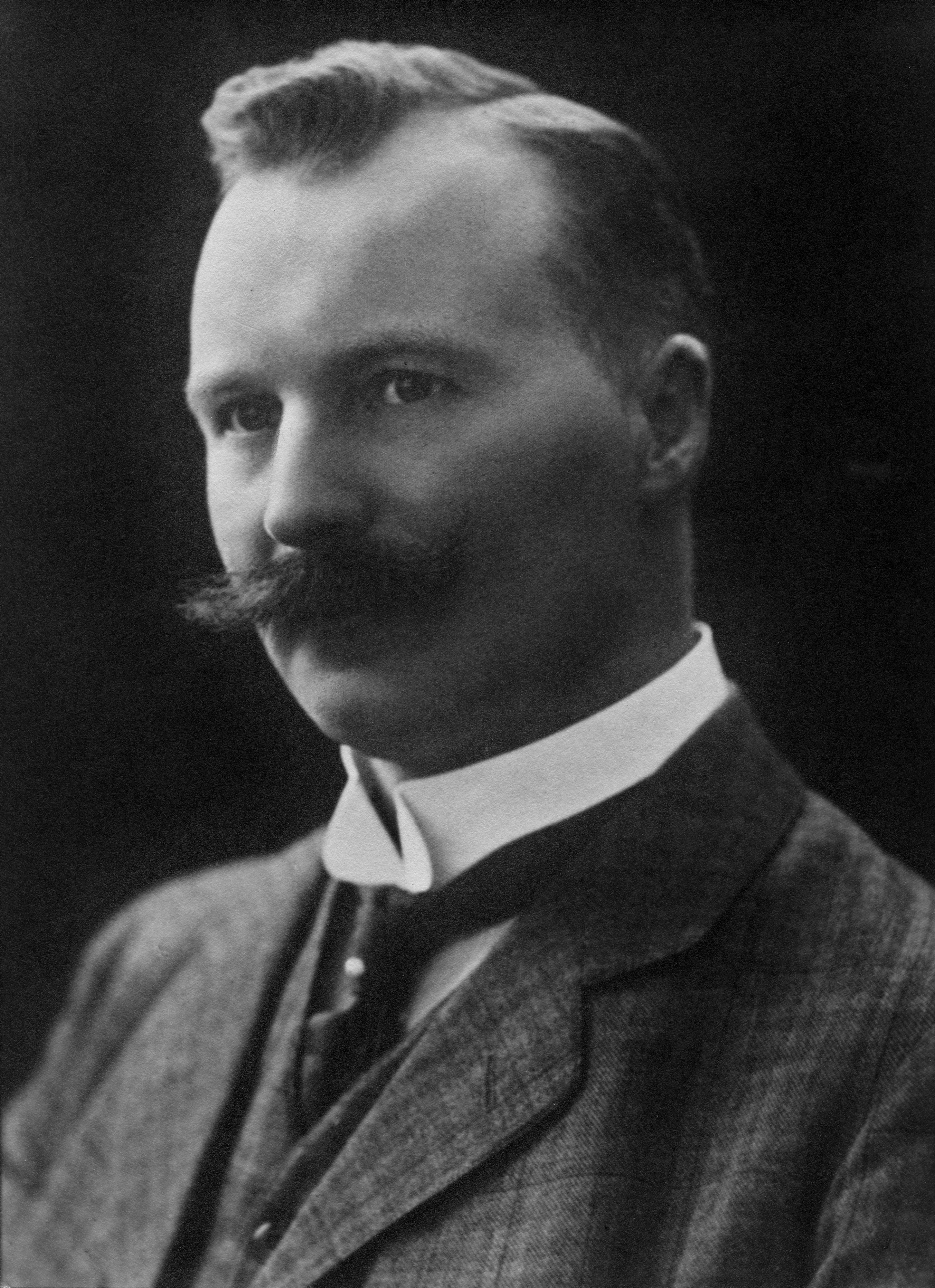
Nils Gustaf Dalén
(* 30. listopadu)

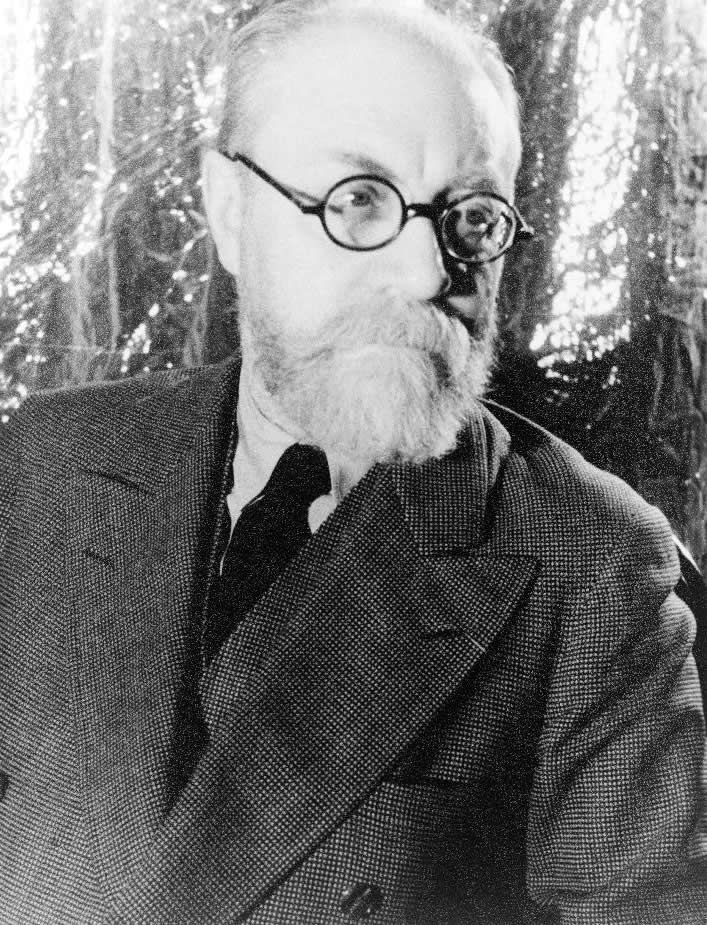
Henri Matisse
(* 31. prosince)

- 8. ledna – Arnold Genthe, americký fotograf († 9. srpna 1942)
- 9. ledna – Richard Abegg, německý fyzikální chemik († 3. dubna 1910)
- 15. ledna – Stanisław Wyspiański, polský malíř, grafik a dramatik († 28. listopadu 1907)
- 22. ledna – Grigorij Jefimovič Rasputin, ruský mystik († 29. prosince 1916)
- 28. ledna – Kaarlo Juho Ståhlberg, finský prezident († 22. září 1952)
- 31. ledna – Albert Škarvan, slovenský lékař,spisovatel, esperantista († 29. března 1926)
- 11. února – Else Lasker-Schülerová, německá básnířka a dramatička († 22. ledna 1945)
- 14. února – Charles Thomson Rees Wilson, skotský fyzik († 15. listopadu 1959)
- 17. února – Gago Coutinho, portugalský námořník, pilot a historik († 18. února 1959)
- 19. února – Hovhannes Tumanjan, arménský spisovatel († 23. března 1923)
- 23. února – Ferenc Raichle, maďarský architekt († 12. dubna 1960)
- 24. února – Matthias Eldersch, ministr spravedlnosti a vnitra Rakouska († 20. dubna 1931)
- 26. února
  - Naděžda Krupská, manželka V. I. Lenina († 27. února 1939)
  - Albert Šlesvicko-Holštýnský, vnuk britské královny Viktorie († 27. dubna 1931)
- 1. března – Pietro Canonica, italský sochař († 8. června 1959)
- 3. března – Mezidimestan Kadınefendi, manželka osmanského sultána Abdulhamida II. († 21. ledna 1909)
- 4. března – Eugénio de Castro, portugalský spisovatel († 17. srpna 1944)
- 5. března – Štefan Ambrózy-Migazzi, uherský dendrolog († 31. srpna 1933)
- 15. března – Stanisław Wojciechowski, prezident Polska († 9. dubna 1953)
- 18. března – Neville Chamberlain, britský státník († 9. listopadu 1940)
- 21. března – Frederik William Green, britský egyptolog († 1949)
- 22. března – Emilio Aguinaldo, prezident první filipínské republiky († 6. února 1964)
- 23. března – Calouste Gulbenkian, arménský podnikatel a filantrop († 20. července 1955)
- 5. dubna – Albert Roussel, francouzský hudební skladatel († 23. srpna 1937)
- 9. dubna – Élie Cartan, francouzský matematik († 6. května 1951)
- 11. dubna – Gustav Vigeland, norský sochař († 12. března 1943)
- 12. dubna – Henri Landru, francouzský sériový vrah († 25. února 1922)
- 3. května – Jan Romer, polský generál († 5. března 1934)
- 5. května – Hans Pfitzner, německý skladatel, klavírista a dirigent († 22. května 1949)
- 12. května – Carl Schuhmann, německý gymnasta, čtyřnásobný vítěz olympijských her († 24. března 1946)
- 20. května – Joshua Pim, irský lékař a tenista († 15. dubna 1942)
- 30. května – Giulio Douhet, italský generál, teoretik vedení vzdušného boje († 15. února 1930)
- 5. června – Johann Rihosek, rakouský konstruktér lokomotiv († 21. listopadu 1956)
- 6. června – Siegfried Wagner, německý hudební skladatel a dirigent († 4. srpna 1930)
- 9. června – Friedrich Wilhelm Foerster, německý filosof († 9. ledna 1966)
- 11. června – Marián Blaha, diecézní biskup banskobystrické diecéze († 21. srpna 1943)
- 17. června – Alois Maria Adolf z Lichtenštejna, knížecí princ a držitel Řádu zlatého rouna († 16. března 1955)
- 25. června – Alfred Wilm, německý chemik a metalurg († 6. srpna 1937)
- 26. června – Martin Andersen Nexø, dánský spisovatel († 1. června 1954)
- 27. června – Emma Goldmanová, americká anarchistka († 14. května 1940)
- 2. července – Hjalmar Söderberg, švédský spisovatel, dramatik a literární kritik († 14. října 1941)
- 10. července – Kálmán Kandó, maďarský inženýr, vynálezce († 13. ledna 1931)
- 24. července – Julius Dorpmüller, německý politik († 5. července 1945)
- 26. července – Joseph Keiley, americký fotograf a spisovatel († 21. ledna 1914)
- 10. srpna – Alžběta Alexandrina Meklenbursko-Zvěřínská, oldenburská velkovévodkyně († 3. září 1955)
- 19. srpna – Waldemar Titzenthaler, německý fotograf († 7. března 1937)
- 25. srpna – Tom Kiely, irský olympijský vítěz v desetiboji v roce 1904 († 6. listopadu 1951)
- 27. srpna – Karl Haushofer, německý geograf a geopolitik († 10. března 1946)
- 3. září – Fritz Pregl, rakouský chemik († 13. prosince 1930)
- 4. září – Karl Seitz, první rakouský prezident († 3. února 1950)
- 5. září – Karolina Marie Rakousko-Toskánská, rakouská arcivévodkyně a sasko-kobursko-ghotská princezna († 12. května 1945)
- 6. září – Felix Salten, rakouský spisovatel († 8. října 1945)
- 11. září – Víctor Català, katalánská spisovatelka († 27. ledna 1966)
- 17. září – Christian Lous Lange, norský historik a politolog († 11. prosince 1938)
- 19. září
  - Jervand Otjan, arménský satirik († 3. října 1926)
  - Ben Turpin, americký filmový komik († 1. července 1940)
- 21. září – Carlo Airoldi, italský atlet, specialista na vytrvalostní běhy († 18. června 1929)
- 23. září – Tyfová Mary, první americká přenašečka břišního tyfu († 11. listopadu 1938)
- 25. září – Rudolf Otto, německý luteránský teolog († 6. března 1937)
- 28. září – Robert Reininger, rakouský filozof († 17. června 1955)
- 29. září – Gustav Mie, německý fyzik († 13. února 1957)
- 2. října – Mahátma Gándhí, indický politik a filozof († 30. ledna 1948)
- 3. října – Alfred Flatow, německý gymnasta, trojnásobný vítěz olympijských her († 28. prosince 1942)
- 5. října – Ármin Hegedűs, maďarský architekt († 2. července 1945)
- 7. října
  - Milan Michal Harminc, slovenský architekt († 5. července 1964)
  - Pranas Eidukevičius, litevský politik († 7. března 1926)
- 15. října – Mihrengiz Kadınefendi, manželka osmanského sultána Mehmeda V. († 12. října 1938)
- 7. listopadu – Kálmán Kánya, ministr zahraničí Maďarska († 28. února 1945)
- 9. listopadu – Oscar Almgren, švédský archeolog († 13. května 1945)
- 11. listopadu – Viktor Emanuel III., italský král († 28. prosince 1947)
- 16. listopadu – Joseph Vacher, francouzský sériový vrah († 1. srpna 1897)
- 20. listopadu – Zinaida Nikolajevna Gippius, ruská básnířka a spisovatelka († 9. září 1945)
- 21. listopadu – Zaida Ben-Yusufová, newyorská fotografka († 27. září 1933)
- 22. listopadu – André Gide, francouzský spisovatel († 19. února 1951)
- 26. listopadu – Maud z Walesu, norská královna († 20. listopadu 1938)
- 30. listopadu – Nils Gustaf Dalén, švédský chemik († 9. prosince 1937)
- 1. prosince – Eligiusz Niewiadomski, polský malíř († 31. ledna 1923)
- 3. prosince – Anne Brigmanová, americká fotografka († 8. února 1950)
- 15. prosince – Myra Albert Wiggins, americká malířka a fotografka († 13. ledna 1956)
- 24. prosince – Ivan Hadžinikolov, bulharský revolucionář působící v Makedonii († 9. července 1934)
- 26. prosince – Moisej Salomonovič Nappelbaum, ruský fotograf († 13. června 1958)
- 30. prosince – Stephen Leacock, kanadský spisovatel, humorista, († 28. března 1944)
- 31. prosince – Henri Matisse, francouzský malíř († 3. listopadu 1954)
- ? – Ernest Ellis Clark, anglický malíř († 1932)
- ? – William Shelton, náčelník indiánského kmene Snohomišů († 1938)
- ? – Marzan Šarav, mongolský malíř († 1939)

## Úmrtí
Automatický abecedně řazený seznam viz Kategorie:Úmrtí v roce 1869

### Česko

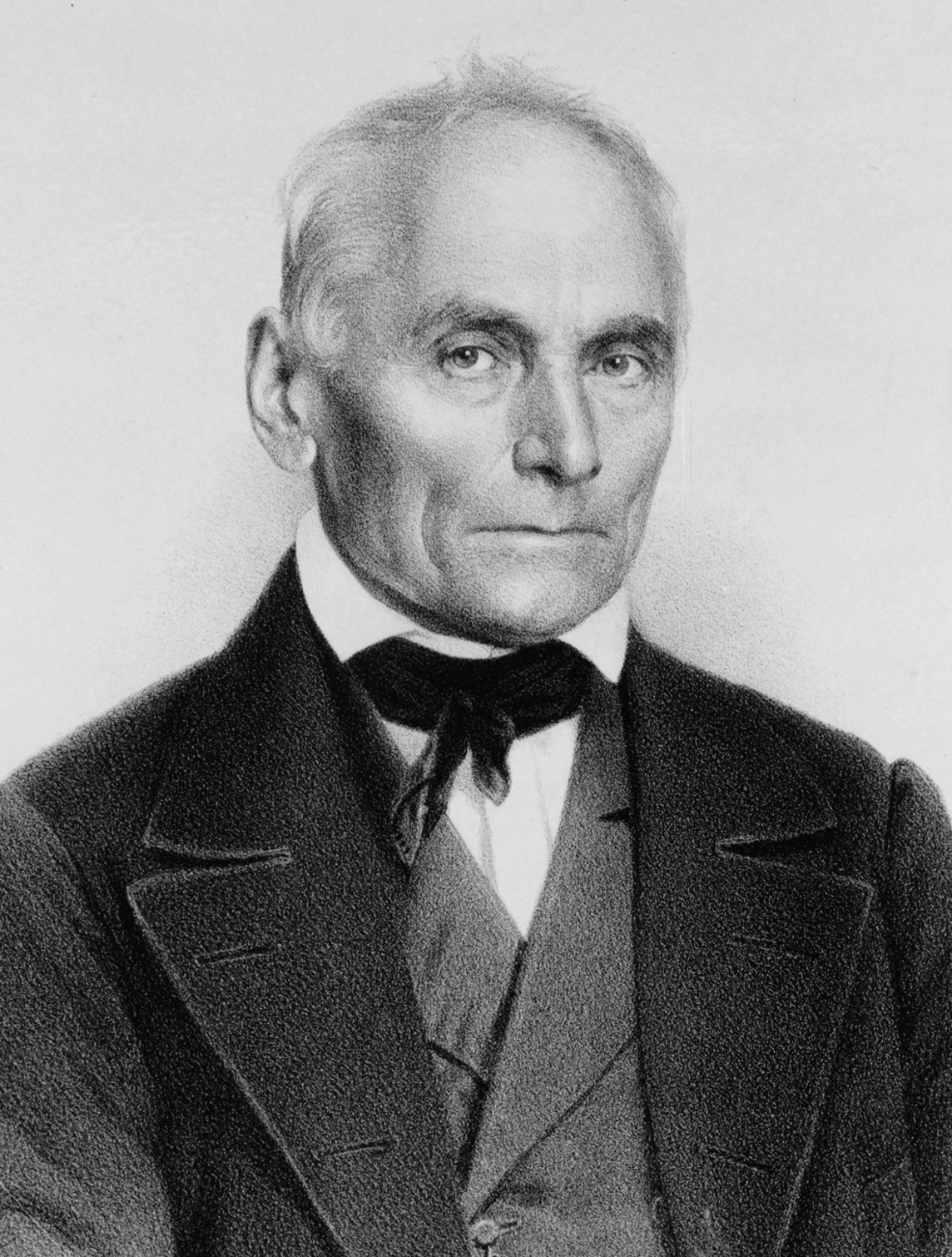
Jan Evangelista Purkyně († 28. července)

- 4. ledna – Emanuel Arnold, novinář a agitátor (* 9. listopadu 1800)
- 4. ledna – Jan Jodl, národní buditel a jazykovědec, bohemista, slavista a slavjanofil (* 28. května 1791)
- 4. února – Josef Pfeiffer, podnikatel a politik německé národnosti (* 13. listopadu 1808)
- 12. února – Anton Hübner, moravský a rakouský úředník, regionální historik a politik (* 1793)
- 28. ledna – Jan Jodl, národní buditel a jazykovědec (* 28. května 1791)
- 23. března – František Jaroslav Vacek Kamenický, vlastenecký kněz, spisovatel a básník (* 24. ledna 1806)
- 1. dubna – Alexander Dreyschock, klavírista a hudební skladatel (* 16. října 1818)
- 19. května – Ignác Jan Hanuš, filozof (* 28. listopadu 1812)
- 21. července – Jan Kaška, herec (* 20. srpna 1810)
- 28. července – Jan Evangelista Purkyně, fyziolog (* 18. prosince 1787)
- 30. července – Vojtěch Bělohrobský, český básník a spisovatel (* 21. dubna 1838)
- 30. srpna – Antonín Dobřenský z Dobřenic, rakouský generál (* 21. března 1807)
- 19. září – František Švestka, advokát a politik (* 1811)
- 26. listopadu – Václav Jaromír Picek, básník  (* 13. listopadu 1812)

### Svět

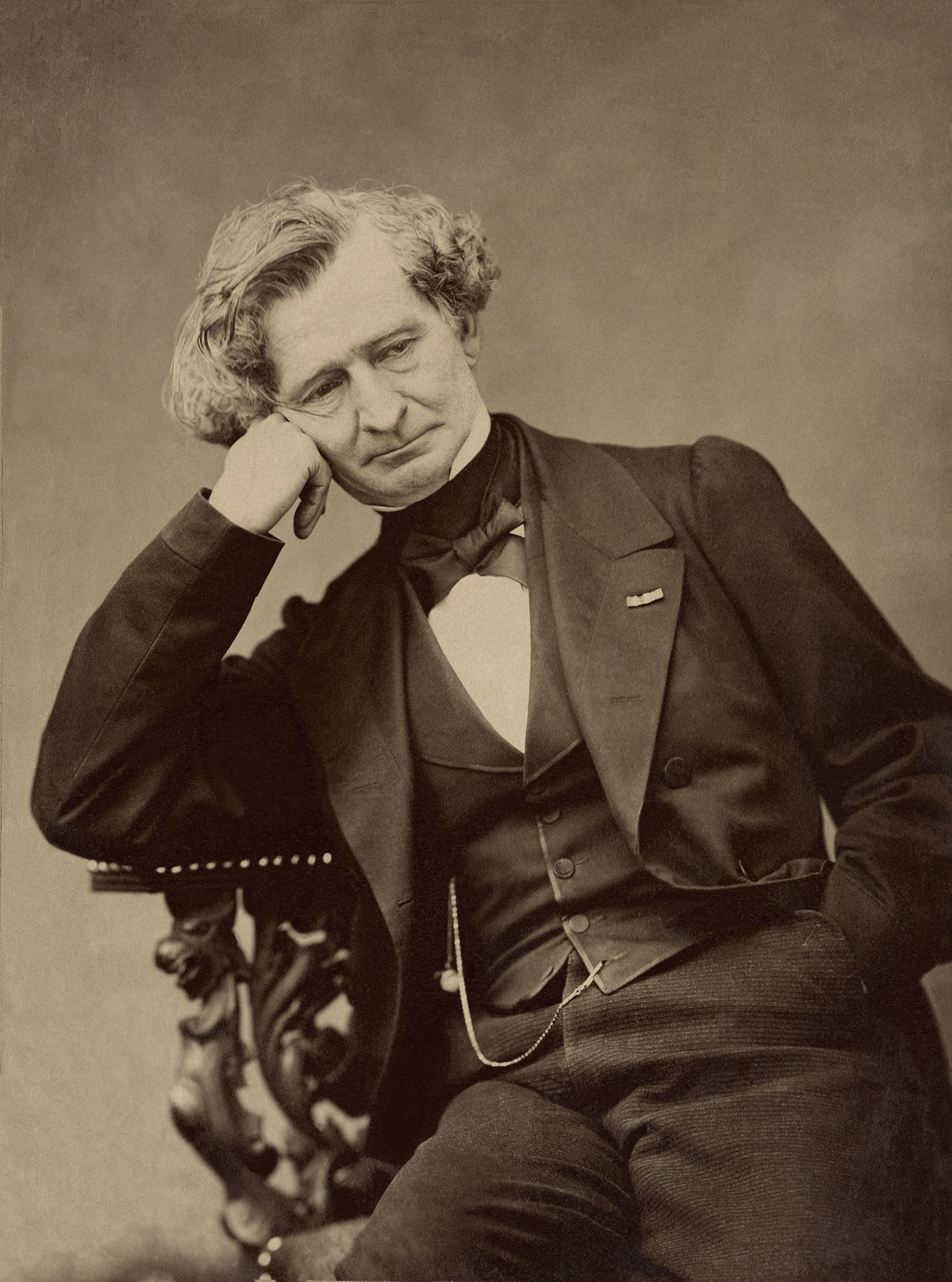
Hector Berlioz
(† 8. března)

- 10. ledna – Joan Aulí, španělský varhaník a skladatel (* 19. prosince 1796)
- 17. ledna – Alexandr Sergejevič Dargomyžskij, ruský hudební skladatel (* 14. února 1813)
- 19. ledna – Karel Reichenbach, německý chemik, přírodovědec a průmyslník (* 12. února 1788)
- 28. února – Alphonse de Lamartine, francouzský básník a politik (* 21. října 1790)
- 8. března – Hector Berlioz, francouzský hudební skladatel (* 11. prosince 1803)
- 11. března – Vladimir Fjodorovič Odojevskij, ruský spisovatel a vědec (* 13. srpna 1803)
- 18. března – Pauline Fourès, francouzská malířka a milenka Napoleona Bonaparte (* 15. března 1778)
- 24. března – Antoine-Henri Jomini, francouzský důstojník a vojenský teoretik (* 6. března 1779)
- 17. dubna – Antonio Bertoloni, italský botanik (* 8. února 1775)
- 20. dubna – Carl Loewe, německý hudební skladatel, zpěvák a dirigent (* 30. listopadu 1796)
- 1. května – Fréderic Cailliaud, francouzský cestovatel a mineralog (* 9. června 1787)
- 4. května
  - Jovan Hadžić, zakladatel Matice srbské (* 8. září 1799)
  - Thomas Langlois Lefroy, irský politik a soudce (* 8. ledna 1776)
- 23. května – Apollo Korzeniowski, polský spisovatel (* 21. února 1820)
- 4. června – Joseph Ascher, nizozemský skladatel (* 4. června 1829)
- 13. června – Moric Fialka, český novinář a překladatel, důstojník v rakouské armádě (* 30. října 1809)
- 15. června – Albert Grisar, belgický operní skladatel (* 26. prosince 1808)
- 28. června – Alexej Ivanovič Butakov, ruský mořeplavec a geograf (* 19. února 1816)
- 5. července – Štefan Moyzes, slovenský biskup, pedagog a národní buditel (* 29. října 1796)
- 18. července – Louis Bouilhet, francouzský dramatik a básník (* 27. května 1822)
- 28. července – Carl Gustav Carus, německý malíř, lékař, psycholog, fyziolog a botanik (* 3. ledna 1789)
- 8. srpna – Roger Fenton, britský válečný fotograf (* 20. března 1819)
- 12. září – Peter Roget, britský vědec (* 18. ledna 1779)
- 14. září – Amálie Kristýna Bádenská, bádenská princezna a kněžna z Fürstenbergu (* 26. ledna 1795)
- 8. října – Franklin Pierce, 14. prezident Spojených států (* 23. listopadu 1804)
- 13. října – Charles Augustin Sainte-Beuve, francouzský spisovatel (* 23. prosince 1804)
- 15. října – Charles Nicholas Aubé, francouzský lékař a entomolog (* 6. května 1802)
- 22. října – Michael Sars, norský mořský biolog, profesor zoologie a teolog (* 30. srpna 1805)
- 23. října – Edward Smith-Stanley, britský státník (* 29. března 1799)
- 7. listopadu – Ludwig Georg Treviranus, německý konstruktér (* 7. března 1790)
- 12. listopadu
  - Gheorghe Asachi, rumunský spisovatel, malíř a historik (* 1. března 1788)
  - Friedrich Overbeck, německý malíř (* 3. července 1789)
- 14. prosince
  - Max Buchon, francouzský spisovatel a básník (* 8. května 1818)
  - Pietro Tenerani, italský sochař (* 11. listopadu 1789)
- 24. prosince – Julian Fontana, polský klavírista a hudební skladatel (* 31. července 1810)
- ? – François Tabar, francouzský malíř (* 1818)

## Hlavy států
- Papež – Pius IX. (1846–1878)

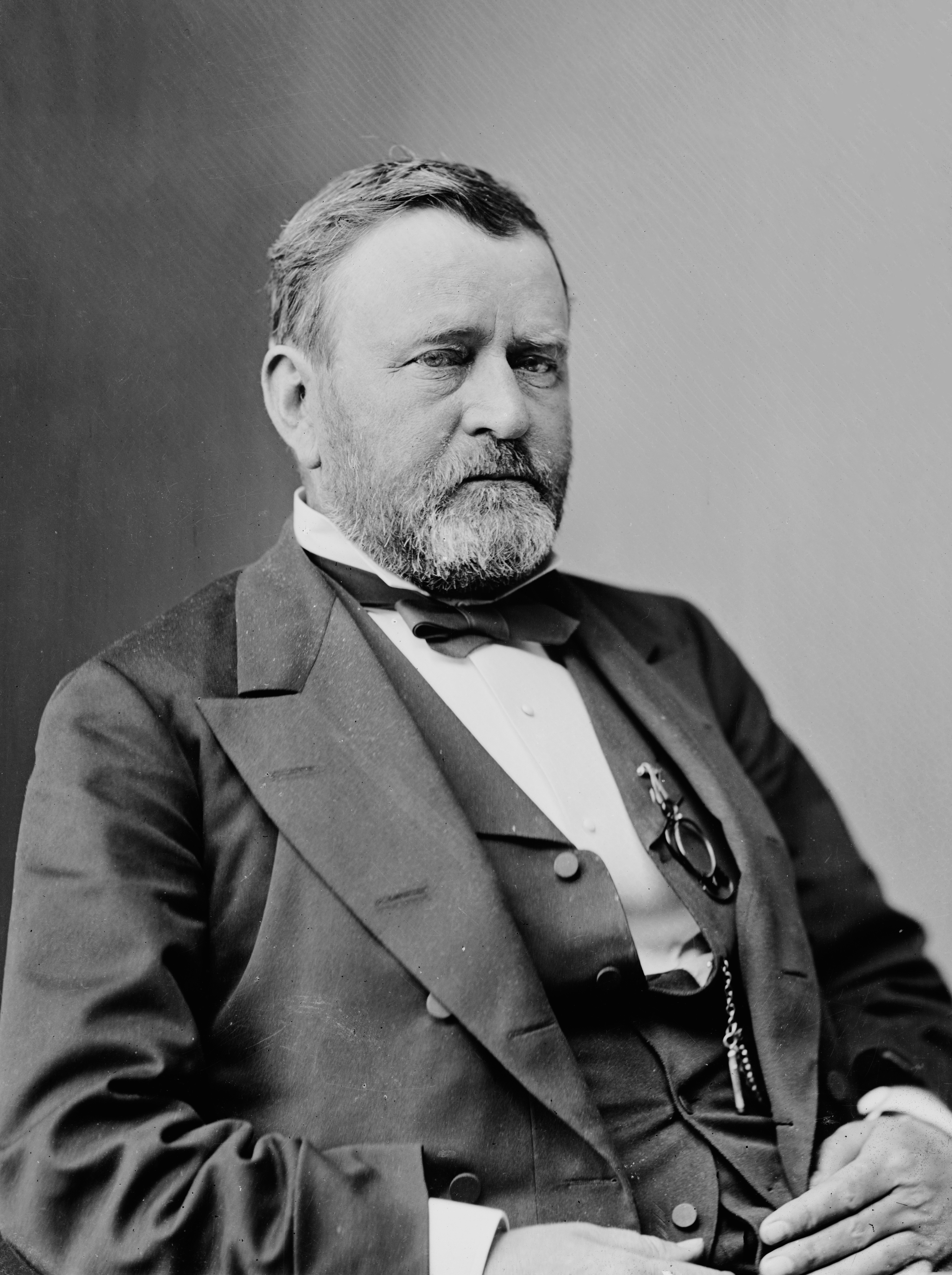
V roce 1869 se Ulysses S. Grant stal 18. prezidentem USA

- Království Velké Británie – Viktorie (1837–1901)
- Francie – Napoleon III. (1852–1870)
- Uherské království – František Josef I. (1848–1916)
- Rakouské císařství – František Josef I. (1848–1916)
- Rusko – Alexandr II. (1855–1881)
- Prusko – Vilém I. (1861–1888)
- Bavorsko – Ludvík II. (1864–1886)
- Dánsko – Kristián IX. (1863–1906)
- Švédsko – Karel XV. (1859–1872)
- Belgie – Leopold II. Belgický (1865–1909)
- Nizozemsko – Vilém III. Nizozemský (1849–1890)
- Řecko – Jiří I. Řecký (1863–1913)
- Španělsko – Isabela II. Španělská (1830–1870)
- Portugalsko – Ludvík I. Portugalský (1861–1889)
- Itálie – Viktor Emanuel II. (1861–1878)
- Rumunsko – Karel I. Rumunský (1866–1881 kníže, 1881–1914 král)
- Osmanská říše – Abdulaziz (1861–1876)
- USA – Andrew Johnson (1865–1869) / Ulysses S. Grant (1869–1877)
- Japonsko – Meidži (1867–1912)